# Liste der Kulturdenkmäler in Bosenheim
In der Liste der Kulturdenkmäler in Bosenheim sind alle Kulturdenkmäler im Stadtteil Bosenheim der rheinland-pfälzischen Stadt Bad Kreuznach aufgeführt. Grundlage ist die Denkmalliste des Landes Rheinland-Pfalz (Stand: 2. August 2023).

## Denkmalzonen
| Bezeichnung                      | Lage                      | Baujahr         | Beschreibung | Bild |
| -------------------------------- | ------------------------- | --------------- | --- | ---- |
| Denkmalzone Rheinhessenstraße 78 | Rheinhessenstraße 78 Lage | 18. Jahrhundert | Fachwerk-Wohnhaus, 18. Jahrhundert, im Erdgeschoss teilweise massiv ersetzt; Hoftoranlage (Torflügel aus der erste Hälfte des 19. Jahrhunderts); bauliche Gesamtanlage | BW   |

## Einzeldenkmäler
| Bezeichnung              | Lage                       | Baujahr                   | Beschreibung | Bild            |
| ------------------------ | -------------------------- | ------------------------- | --- | --------------- |
| Altes Schulhaus          | Friedhofsweg 1 Lage        | 1897                      | eingeschossiger Putzbau, 1897 | BW              |
| Hofanlage                | Hackenheimer Straße 2 Lage | 1567                      | Dreiseithof; Wohnhaus, teilweise Fachwerk, 1929 und älter, Scheunensturz bezeichnet 1567; ortsbildprägend                                               | BW              |
| Schulhaus                | Hackenheimer Straße 6 Lage | 1909                      | repräsentativer Walmdachbau, 1909 | BW              |
| Evangelisches Pfarrhaus  | Karl-Sack-Straße 2 Lage    | Ende des 19. Jahrhunderts | historisierender Putzbau, Ende des 19. Jahrhunderts; straßenbildprägend                                                                                 | BW              |
| Wohnhaus                 | Karl-Sack-Straße 3 Lage    | 1617                      | Renaissancebau, teilweise Fachwerk (verputzt), bezeichnet 1617                                                                                          | BW              |
| Evangelische Pfarrkirche | Karl-Sack-Straße 4 Lage    | 14. Jahrhundert           | Chor aus dem 14. Jahrhundert, Saalbau mit Dachreiter, 1744; straßenbildprägend                                                                          | Fotos hochladen |
| Weingut Görz             | Parkstraße 2 Lage          | 1826                      | Gutshof der Weinbauernfamilie Görz; Hakenhof: Wohntrakt mit Scheune, eingeschossiger Bruchsteinbau, 1826, Verwalterhaus, teilweise verschindelt, 1927   | BW              |
| Hofanlage                | Rheinhessenstraße 35 Lage  | 1835                      | dreiflügelige Hofanlage des 19. und 20. Jahrhunderts; verputztes Wohnhaus mit Fachwerkobergeschoss und Torfahrt, bezeichnet 1835; bauliche Gesamtanlage | BW              |
| Wohnhaus                 | Rheinhessenstraße 43 Lage  | 18. Jahrhundert           | barocker Krüppelwalmdachbau, teilweise Fachwerk (verputzt), 18. Jahrhundert                                                                             | BW              |
| Wohnhaus                 | Rheinhessenstraße 54 Lage  | 1587                      | Wohnhaus, teilweise Fachwerk, Renaissance-Doppelfenster, bezeichnet 1587                                                                                | BW              |
| Wohnhaus                 | Rheinhessenstraße 58 Lage  | 18. Jahrhundert           | barockes Wohnhaus, teilweise Fachwerk, 18. Jahrhundert                                                                                                  | BW              |
| Hofanlage                | Rheinhessenstraße 65 Lage  | spätes 18. Jahrhundert    | Dreiseithof, im Kern wohl aus dem späten 18. Jahrhundert; Scheune und Wohnhaus, teilweise Fachwerk, Stallgebäude                                        | BW              |
| Rathaus                  | Rheinhessenstraße 68 Lage  | 1732                      | Krüppelwalmdachbau, 1732, Erweiterung bezeichnet 1937                                                                                                   | BW              |